# Ǣ
Das Ǣ (kleingeschrieben ǣ) ist ein Buchstabe des lateinischen Schriftsystems. Er besteht aus einem Æ mit Makron.
Der Buchstabe wird zur Verschriftlichung der altenglischen Sprache und verwandter Sprachen verwendet, wo er ein langes Æ darstellt.
Außerdem wird der Buchstabe in ISO 15919 verwendet. Dort transliteriert er ein langes Ä, welches es nur in der singhalesischen Schrift gibt und dort am Wortanfang ඈ und innerhalb eines Wortes mit dem Vokalzeichen ෑ geschrieben wird.

## Darstellung auf dem Computer
Unicode enthält das Æ an den Codepunkten U+01E2 (Großbuchstabe) und U+01E3 (Kleinbuchstabe).
Die HTML-Entitäten lauten &#482; und &#x1E3; .